# Disfèmia
La disfèmia o quequesa o tartamudesa és un trastorn de la fluïdesa de la parla, que es caracteritza per una expressió verbal interrompuda en el ritme, d'una manera més o menys brusca. Popularment hom parla d'un quec, tartamut, botijós, botillós, farfallós, xafallós (o que fa botiges).
La disfèmia es caracteritza per repeticions o per prolongacions involuntàries molt freqüents que, de vegades, van acompanyades de moviments que poden estar o no relacionats amb la parla. Es deu a una incoordinació, però la seva causa última és desconeguda i se suposa complexa i diversa.
Podem classificar les disfèmies en:
- Tònica: caracteritzada per una parla entretallada on hi han afectats diversos grups musculars relacionats amb la fonació i que provoquen un bloqueig de la parla.
- Clònica: Produïda per breus i ràpides contraccions bucals que donen lloc a una repetició compulsiva de paraules.
- Mixta o tònico-clònica: es produeix quan ambdues formes de tartamudeig es donen alhora en el mateix subjecte.

## Evolució
Podem diferenciar quatre estadis evolutius en la tartamudesa dels quals només els dos últims es consideren pròpiament disfèmia:
- Tartamudesa inicial: són els titubejos propis de qui està aprenent a parlar (aproximadament fins als 3 anys).
- Tartamudesa del desenvolupament (3-5 anys): és el que s'anomena disfèmia fisiològica. És una continuació i una intensificació de la tartamudesa inicial.
- Disfèmia primària (5-6 anys): es tracta de nens que ja tenen un patró clarament disfluent.
- Disfèmia secundària: procedeix d'una disfèmia primària. És la que es dona en el cas dels adolescents i els adults.

## Causes
Pel que fa a les causes de la disfèmia, actualment, es busca una aproximació integradora que relacioni factors somàtics de caràcter hereditari amb factors psicològics responsables de la persistència i de la complicació del problema.
Pel que fa als aspectes diferencials en el desenvolupament de la comunicació i del llenguatge, el nens amb disfèmia acostumen a presentar una baixa autoestima i una infravaloració deguda a l'autocomparació que fan amb el grup social què pertanyen. Això provoca una falta d'intencionalitat comunicativa i escassetat de vocabulari i de models lingüístics adequats. Aquest procés corre el greu perill de convertir-se en un cercle viciós del que és difícil que el nen surti.
La disfèmia es caracteritza per l'ansietat, per l'angoixa, la por… en definitiva una fòbia que acompanya a la parla. Aquesta por o vergonya en parlar, que pot comprendre des del mutisme fins a les reaccions fòbiques (escapar davant determinades situacions), està estretament relacionat amb el grau de consciència que té el subjecte del seu problema. És major quan més alt és el seu nivell intel·lectual.
En els casos més severs es poden apreciar moviments associats a la parla, que poden ser proximals (afecten els músculs de la cara i el cap) o distals (estrènyer punys, moure braços o cames...). De fet, podem diferenciar dos tipus de moviments, els moviments primaris (són moviments proximals que inicialment es produeixen de manera automàtica) i els moviments secundaris (moviments introduïts voluntàriament com a ajuda).
A l'hora de portar a terme una avaluació d'una persona amb disfèmia cal avaluar de manera precisa la conducta verbal (tipus de tartamudeig i presència d'altres alteracions de la parla), la conducta motora (presència d'espasmes, tensió muscular, tics...), els fenòmens lingüístics i els fenòmens emocionals.
L'avaluació ha d'incloure un registre de la parla del pacient en diferents modalitats: expressió lliure, parla xiuxiuejada, parla en ombra, parla emmascarada, parla rítmica compassada per un metrònom i lectura en veu alta.
Existeixen diferents tècniques d'intervenció terapèutica en la disfèmia com, per exemple, tècniques d'autoanàlisi, tècniques de relaxació i dessensibilització, tècniques de camuflatge, tècniques de respiració i fonació o tècniques basades en el ritme.